# بابی کوول
بابی کوول (انگلیسی: Bobby Cowell; ۵ دسامبر ۱۹۲۲ – ۱۱ ژانویهٔ ۱۹۹۶) بازیکن فوتبال اهل بریتانیا بود.
از باشگاه‌هایی که در آن بازی کرده‌است می‌توان به باشگاه فوتبال نیوکاسل یونایتد اشاره کرد.